# 圣伊莱尔迪布瓦 (吉伦特省)
圣伊莱尔迪布瓦（法語：Saint-Hilaire-du-Bois，法語發音：[sɛ̃.t‿ilɛʁ dy bwa]）是法国吉伦特省的一个市镇，属于朗贡区。

## 地理
圣伊莱尔迪布瓦（44°39'45"N, 0°4'50"W）面积4.5 平方千米，位于法国新阿基坦大区吉倫特省，该省份为法国西南部沿海省份，是法國本土面积最大的省，北起滨海夏朗德省，西临大西洋，南至朗德省，东南接洛特-加龍省，东临多爾多涅省。
与圣伊莱尔迪布瓦接壤的市镇（或旧市镇、城区）包括：吉耶讷地区索沃泰尔、卡米朗、圣费利克斯-德丰科德、圣马丹德莱尔姆、圣马丹迪皮、圣叙尔皮斯-德波米耶。

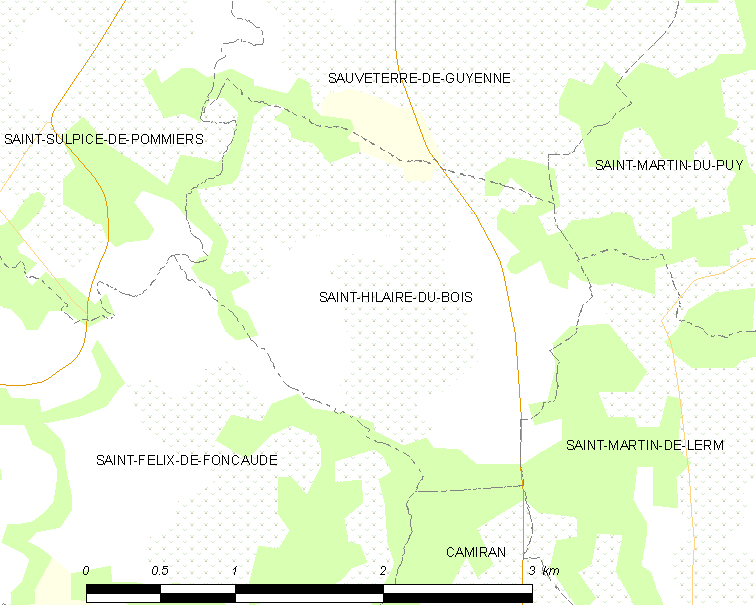
的OSM定位图

圣伊莱尔迪布瓦的时区为UTC+01:00、UTC+02:00（夏令时）。

## 行政
圣伊莱尔迪布瓦的邮政编码为33540，INSEE市镇编码为33419。

## 政治
圣伊莱尔迪布瓦所属的省级选区为勒雷奥莱-莱巴斯蒂德县。

## 人口

1962-2008年间人口变化图示

圣伊莱尔迪布瓦于2022年1月1日时的人口数量为80人。